# 朱耀庭
朱耀庭（1936年—），男，湖南长沙人，中国图象处理与模式识别专家，曾任华中理工大学副校长、教授、博士生导师。